# ブタウタス

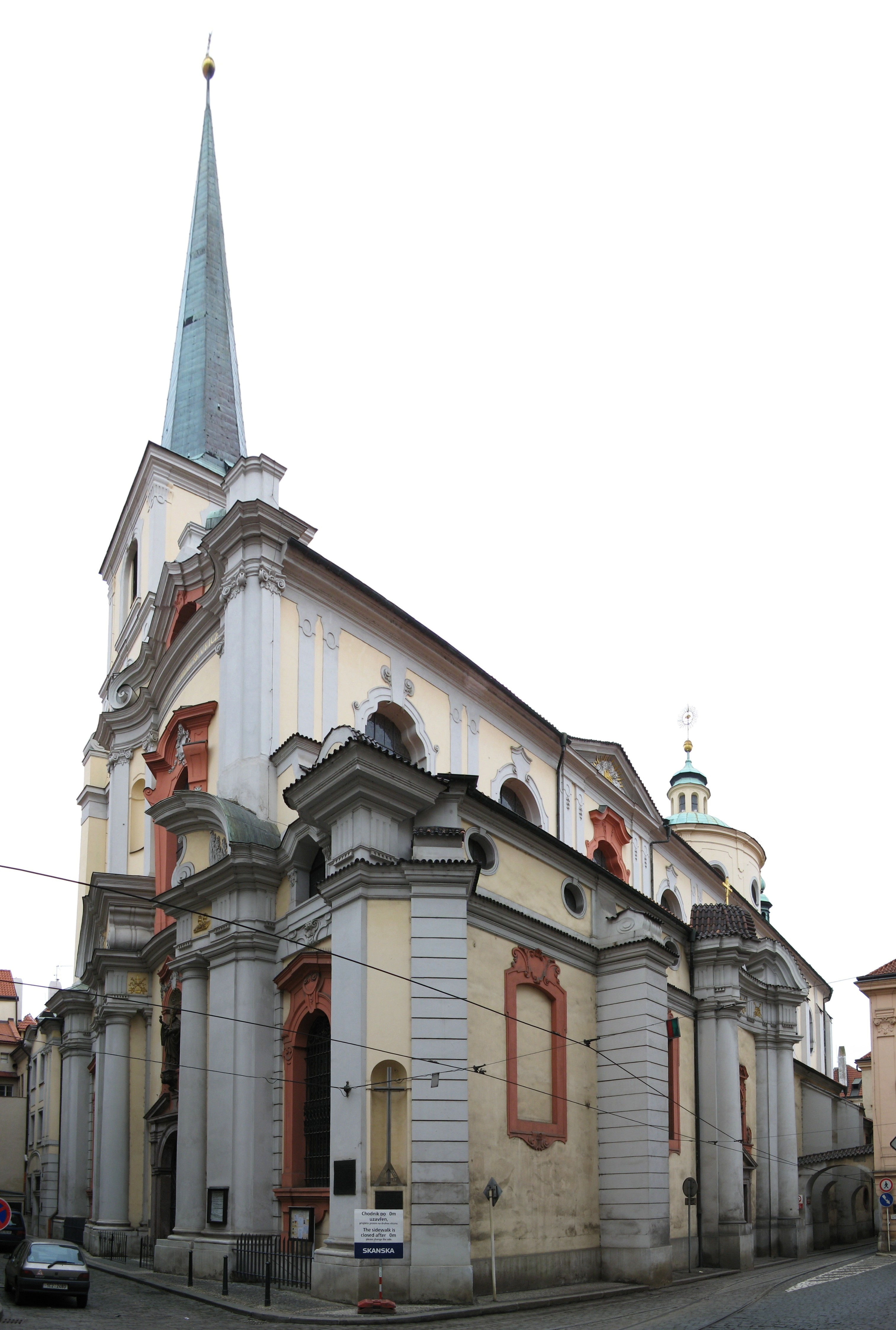
ブタウタスが埋葬されているプラハの聖トマス教会。

ブタウタスないしブタヴ（Butautas、洗礼名: ヘンリク、1380年5月7日にプラハで死去）は、リトアニア大公ケーストゥティスの息子。叔父アルギルダス大公の廃位して大公位の奪取を試みたが、失敗して逃亡した。ブタウタスは神聖ローマ帝国の宮廷に参加してキリスト教化についての詩を奨励したりさえもした。ブタウタスは時々、兄弟のヴァイドダスと混同されることがある。
ブタウタスについて書かれた最初の記録はヤン・ドゥゴシュによる。歴史家は、1336年にリトアニア人のマスリアへの襲撃について記述し且つゲディミナスの息子のブタウタスについて言及している。父と混同されていることから、子の情報は信頼出来ない。最初の信頼出来る資料は1365年の夏である。アルギルダスとケーストゥティスが兄弟のリウバルタスを支援するためにヴォルィーニにいる時にブタウタスが他の貴族とともにクーデターを企てた。しかしながら、計画はヴィリニュスで代理を勤めていたディルシュナスによって露見された。ブタウタスは逮捕されたが、共犯者ないし兄弟のスルヴィラが助けだし、ディルシュナスを殺害した 。クーデターは失敗してブタウタス、スルヴィラ及び15人の仲間はドイツ騎士団のもとに逃亡した。歴史家のスティーブン・クリストファー・ローウェルはドイツの資料だけに言及されているクーデターが本当にあったのか疑問を呈している。ここでブタウタスはヘンリクの洗礼名を授かり、1365年7月25日にケーニヘスブルクのインステルブルクの指揮官を命じられた。ヴァルミアのヨハンとサムビアのバルトロメヴの2人の司教が儀式に呼ばれ、同時にウォリック伯トーマス・ウォーフォードを含むイングランドの十字軍も出席していた。8月にブタウタスはドイツ騎士団によるリトアニアへの侵入を導き、それはヴィリニュスとウクメルゲと同じくらい遠さの深部に達するものであった。12日間の間、 ケルナヴァとマイシアガラに侵入して荒廃させた。
1366年8月と1368年4月の間の時折にブタウタスは神聖ローマ皇帝カール4世の宮廷に参加するために赴いている。 スルヴィラはドイツ騎士団とともに残っていた。カール4世はブタウタスに土地と公（Herzog）の貴族の称号を授けた。ブタウタスは幾つもの条約の証人やローマ教皇ウルバヌス5世へのイタリア行きも含む幾つかの皇帝の旅の同行者として言及されている。 ブタウタスはモデナ、ルッカ (金印勅書)、ローマ、ウーディネ、プラハ、タンゲルムンデ、イェリコフで出される皇帝の特許状の場面に立ち会っている。最後の特許状にはローマ教皇の使節、その他ボヘミア諸侯を前にして皇帝の一族とともにリトアニア国王としてリストアップされている。同時に宮廷を訪れたドイツの詩人スコンドックは後にキリスト教に改宗した名もなき"リトアニア国王"の詩を作っている。1378年にカール4世が死んだ。それから調度2年後にブタウタスは死にプラハの聖トマス教会に埋葬された。1413年にブタウタスの兄弟であるヴィータウタスはレクレイムを命じて教会に巨大なカーペットを寄贈した。このことからブタウタスの死亡の記録は時折1413年になっている。
ブタウタスはリトアニアにヴァイドゥティスという1人息子を残している。ヴァイドゥティスも16歳になった1381年に西方に移住している。父の死亡後は1387年までパリで学問を修めた。ポーランドに帰国して1401年に従叔父のポーランド国王ヴワディスワフ2世によってヤギェウォ大学の校長に任じられて1422年に死んだ。